# Crispin Glover
Crispin Hellion Glover (Nova Iorque, 20 de abril de 1964) é um ator, músico, produtor, escritor e diretor norte-americano. Glover é conhecido por interpretar personagens excêntricos, como George McFly em De Volta para o Futuro, Layne em River's Edge, Bobby McBurney em What's Eating Gilbert Grape, o "Homem Magro Assustador" em As Panteras e sua sequência, Willard Stiles em Willard, Grendel em Beowulf, Phil Wedmaier em Hot Tub Time Machine e O "Valete de Copas" em Alice no País das Maravilhas. Desde 2017, ele interpreta o "Sr. World" na série American Gods.
No final dos anos 80, Glover fundou sua produtora, a Volcanic Eruptions, que publica seus livros e também atua como produtora de seus filmes, como What Is It? (2005) e It Is Fine! Everything Is Fine (2007).

## Filmografia
- 1984 - Friday the 13th: The Final Chapter - Jimmy Mortimer
- 1985 - De Volta para o Futuro - George McFly
- 1986 - Juventude Assassina - Layne
- 1989 - De Volta para o Futuro - Parte II  - George McFly (imagens de arquivo)
- 1989 - Twister - Howdy Cleveland
- 1991 - "The Doors (filme)" - Andy Warhol
- 1996 - O Povo Contra Larry Flint - Arlo
- 1993 - Gilbert Grape - Aprendiz de Sonhador - Bobby McBurney
- 2000 - As panteras - Homem magro Assustador
- 2001 - Bartleby - Bartleby
- 2002 - Crime & Castigo - Rodion "Ródia" Românovitch Raskolnikov
- 2002 - Like Mike - Stan Bittleman
- 2003 - A Vingança de Willard - Willard
- 2003 - As Panteras Detonando - Homem magro Assustador
- 2007 - Deu a Louca em Hollywood - Willy
- 2007 - A Lenda de Beowulf - Grendel
- 2009 - O Bicho vai pegar 2 - Fifi
- 2009 - 9 - 6 (voz)
- 2010 - Alice in Wonderland - Valete (The Knave of Hearts)
- 2010 - Hot Tub Time Machine
- 2010 - O Bicho vai pegar 3
- 2017 - American Gods (Deuses Americanos)